# Wasim Akram
Pour les articles homonymes, voir Akram.
Wasim Akram (né le 3 juin 1966 à Lahore, Pakistan) est un ancien joueur pakistanais de cricket. Il est souvent considéré comme l'un des meilleurs lanceurs de l'histoire du cricket en raison de ses performances et statistiques en tant que fast bowler gaucher.

## Équipes
- Pakistan Automobiles Corporation (1984-85 - 1985-86)
- Lahore City Whites (1985-86)
- Lancashire (1988 - 1998)
- Pakistan International Airlines (1992-93 - 2001-02)
- Lahore City (1997-98)
- Lahore Blues (2000-01)
- Hampshire (2003)

## Récompenses individuelles
- Un des cinq Wisden Cricketer of the Year de l'année 1993

## Records et performances
- Deuxième plus grand nombre de wickets en ODI (502)[1].
- Plus grand nombre de wickets en List A cricket (881)[2].
- Premier joueur à dépasser la barre des 400 wickets à la fois en Test cricket et en ODI.
- Un des trois seuls joueurs à avoir réussi deux hat-tricks en Test cricket (au cours de deux matchs consécutifs contre le Sri Lanka en 1999)[3].
- Un des trois seuls joueurs à avoir réussi deux hat-tricks en ODI (contre les Indes occidentales en 1989 et l'Australie en 1990)[4].
- Un des deux seuls joueurs à avoir réussi un ou plusieurs hat-tricks à la fois en Test cricket et en ODI (avec Mohammad Sami)[3],[4].
- Un des trois seuls joueurs à avoir éliminé quatre joueurs en cinq balles en Test cricket (contre les Indes occidentales en 1990-91)[5].
- Plus grand nombre de runs marqués par un joueur en huitième position en Test cricket (257* en 1996 contre le Zimbabwe)[6].